# Taavi Veskimägi

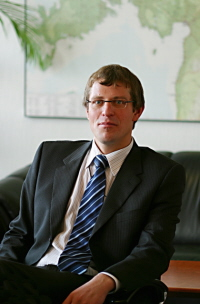
Taavi Veskimägi

Taavi Veskimägi (* 20. November 1974 in Eidapere, heute Landgemeinde Kehtna, Kreis Rapla, Estland) ist ein estnischer Politiker und Geschäftsmann. Er war von 2003 bis 2005 Finanzminister der Republik Estland. Er gehörte der konservativen Partei "Isamaa ja Res Publica Liit" an.

## Leben und Politik
Taavi Veskimägi legte 1993 sein Abitur in Rapla ab. Er studierte bis 1995 Bauwesen an der Technischen Universität Tallinn (TTÜ) und von 1995 bis 1998 Verwaltungswissenschaft an der Pädagogischen Universität Tallinn. Von 1996 bis 2001 arbeitete er im estnischen Finanzministerium, anschließend als Consultant auch in der freien Wirtschaft.
Bereits 1994 wurde er politisch aktiv und trat der politischen Gruppierung (seit 2001 Partei) Res Publica bei. 2001/2002 war Veskimägi Schatzmeister von Res Publica und stieg schnell in führende Positionen auf.
Mit dem Wahlsieg seiner Partei vom Frühjahr 2003 wurde Taavi Veskimägi als Abgeordneter ins estnische Parlament (Riigikogu) gewählt. Anschließend bekleidete Veskimägi von Oktober 2003 bis April 2005 im Kabinett seines Parteifreundes Juhan Parts das Amt des Finanzministers.
Nach seinem Ausscheiden aus der Regierung war Veskimägi wieder als Abgeordneter tätig, u. a. als Vizepräsident des estnischen Parlaments (2005/2006). Ab 2005 war Veskimägi einer der beiden Ko-Vorsitzenden von Isamaa ja Res Publica Liit, die 2006 aus der Vereinigung der beiden Parteien Isamaa und Res Publica hervorgegangen war.

## Wirtschaft
2009 schied Veskimägi aus der aktiven Politik aus und wurde Geschäftsführer des Energieunternehmens Elering. Es befindet sich im Eigentum des estnischen Staates. Ihm gehören die Hauptstromleitungen des Landes.

## Privatleben
Taavi Veskimägi lebte bis 2014 in einer nichtehelichen Lebensgemeinschaft mit der späteren estnischen Ministerpräsidentin Kaja Kallas, der Tochter des ehemaligen Ministerpräsidenten Siim Kallas. Das Paar hat einen Sohn.